# Јован Радуловић Јово
Јован Јово Радуловић (Бар, 21. септембар 1903 — Фоча, 21. мај 1943), учесник Народноослободилачке борбе и народни херој Југославије.

## Биографија
Рођен је 21. септембра 1903. године у Бару. Потицао је из радничке породице. Његов отац Никола Радуловић је најпре као надничар радио по Црногорском приморју и у Подгорици, а после се преселио у Ријеци Црнојевића, где се запослио као млински радник. Заједно са њим, овде се преселила и његова породица, па је Јован овде одрастао и завршио основну школу.
Након завршене основне школе, извесно време је радио као једног месара на Цетињу и учио месарски занат. Касније је одустао од овог заната и прешао на учење обућарског заната, који је најпре учио на Цетињу, потом у Вирпазару и на крају у Ријеци Црнојевића. Радио је код приватника, али и самостално. Пошто није имао материјалних услова да отвори сопствену радњу, његов рад се углавном сводио на ситније поправке.
Током времена се повезао и дружио са другим радницима, пре којих је ступио у везу са револуционарним радничким покретом. Касније се повезао и са комунистима. Најпре је био њихов симпатизер, а касније је почео да учествује у партијским акцијама и извршавању партијских задатака, па је 1931. године био примљен у чланство тада илегалне Комунистичке партије Југославије (КПЈ).
Учествовао је у штрајковима и демонстрацијама, а ради је и на омасовљавању Комунистичке партије. Његова активан била је највећа у периоду од 1934. до 1941. године, када је КПЈ радила на стварању Народног фронта и борби против фашизма. Посебно се истакао у Белведерским демонстрацијама, 1936. године, када се налазио на челу поворке, која је након напада жандармерије, иако голорука кренула у напад. Због активног револуционарног рада, био је често хапшен и прогањан од полиције. У годинама уочи Другог светског рата је као познати комуниста морао да се редовно јавља Команди жандармеријске станице.
Након окупације Југославије, 1941. године био је један од непосредних организатора устанка у Ријеци Црнојевића. У току Тринаестојулског устанка учествовао је у борбама против Италијана на Ријечком граду. Када су опкољени Италијани затражили преговоре због предаје, био је одређен за једног од преговарача. Након тога, они су злоупотребили претходни споразум о преговорима и ухапсили партизанске представнике, али је Јово успео да побегне из заробљеништва.
У јесен 1941. године је био један од добровољаца у Одреду за операције у Санџаку, са којим је 1. децембра 1941. учествовао у нападу на Пљевља. Након тога се са преосталим борцима овог Одреда упутио у Рудо, где је 21. децембра постао борац тада формиране Прве пролетерске ударне бригаде. Са бригадом је учествовао у многим борбама — на Улогу, Ливну, Кључу, Котор Вароши, Неретви, Главатичеву, Крчном Брду, Бродареву и др. Истицао се у многим борбама, а посебно у борби против четника Павла Ђуришића на Вечериновцу, код Мојковца, маја 1942. године. Ово је била једна од најтежих борби Првог ловћенског батаљона, када је за неколико минута погинуло 20 партизана из овог и Дурмиторског омладинског батаљона. Јово је тада налетео на четничког пушкомитраљесца и отео му оружје, али се четник отимао, како не би био заробљен. Борац Ђоко Војводић је успео да усмрти овог четника, али је и сам страдао од другог четника.
Као способан борац, Јово је био постављен за командира Прве чете Првог ловћенског батаљона, са којим се истакао у новим борбама и маршевима. У току Пете непријатељске офанзиве на Сутјеци, у лето 1943. године, ради заштите Централне болнице, која је била угрожена од немачких и усташко-домобранских снага, Прва пролетерска бригада је са сектора Мојковац—Бијело Поље била пребачена на фронт код Челебића. Заједно са снагама Дринске оперативне групе, бригада је водила тешке борбе како би заштитила болницу. Противудар бригаде изведен 21. маја 1943. године на Златном бору, у близини Фоче, у потпуности је разбио Тринаесту домобранску пуковнију, али је у тој борби погинуо је Јово Радуловић.
Указом председника Федеративне Народне Републике Југославије Јосипа Броза Тита, 27. новембра 1953. године, проглашен је за народног хероја.